# Jongerenraad
Een jongerenraad, ook wel jeugdraad genoemd, is een georganiseerde vorm van jeugdparticipatie.

## Nederland
In veel gemeenten in Nederland is er tegenwoordig een jongerenraad, naast verwante adviesorganen als een seniorenraad of cultuurraad. In principe kan aan een jongerenraad deelgenomen worden door elke geïnteresseerde jongere in een gemeente vanaf het eind van de basisschool qua leeftijd doorlopend tot de middelbare school en eerste studiejaren of werkjaren erna.
De meeste raden lijken qua structuur en werkwijze op de gemeenteraad en dus ook met een partijenverdeling over de zetels.. Ondersteuning wordt op gemeenteniveau meestal gegeven vanuit de lokale welzijnsorganisaties en/of de betreffende gemeente. Dit betreft meestal scholing en faciliteiten. Ten gevolge van bezuinigingen en twijfels over nut en noodzaak zijn dit soort initiatieven gesneuveld in diverse gemeentens.
Een jongerenraad kan zowel ontstaan als onderdeel van gemeentelijk beleid voortkomend uit wensen vanuit de politiek, geëntameerd door jongeren of ook vanuit losse jongerenverbanden en/of het georganiseerde jeugdwerk. Een officiële erkenning en validering als adviesorgaan door de gemeente is belangrijk, wil een raad ook kunnen functioneren en het idee hebben dat er met hun adviezen, ideeën en suggesties ook serieus omgegaan wordt. Deze erkenning vindt in de praktijk zelden tot nooit plaats en is dan nog meestal incidenteel (bijv. in het kader van de verdeling van een jeugdbudget of projectbudget).
Veel jongerenraden zijn aangesloten bij de Nationale Jeugdraad (NJR). NJR faciliteert onderling contact, trainingen en inhoudelijke samenwerkingen tussen de jongerenraden en met NJR op nationaal niveau.

## België

### Vlaanderen
Op het niveau van het Vlaams Gewest vertolkt de Vlaamse Jeugdraad de stem van kinderen en jongeren bij de Vlaamse overheid, en verdedigt zij de belangen van jeugdwerkorganisaties. De Jeugdraad moet om advies gevraagd worden in beleidskwesties die invloed hebben op kinderen en jongeren, maar kan ook op eigen initiatief advies uitbrengen. 
In elke Vlaamse gemeente kan de gemeenteraad een adviesraad instellen voor de jeugd. 

### Brussels Gewest
In het Gewest Brussel is een Jeugdraad ingesteld in de schoot van de Vlaamse Gemeenschapscommissie. De Franse Gemeenschapscommissie coördineert de toekenning van subsidies, en verwijst naar gemeentelijke informatiecentra voor de jeugd. Voorts komt jaarlijks het Parlement Jeunesse Wallonie-Bruxelles bijeen. 

## Suriname
In Suriname was de jeugdvertegenwoordiging van 2004 tot 2017 geregeld via het Nationaal Jeugdparlement. In 2023 werd het opgevolgd door de Jeugdraad Suriname. De raad geeft advies over jeugdbeleid aan diverse ministeries en wordt gecoördineerd vanuit het ministerie van Jeugdzaken.